# José Maria Rodrigues Alves
José Maria Rodrigues Alves (Botucatu, 18 de maio de 1949), mais conhecido como Zé Maria ou Super Zé, é um ex-futebolista brasileiro que atuava como lateral-direito. É ídolo e o quinto jogador que mais vezes vestiu a camisa do Corinthians na história do clube.

## Carreira

### Jogador

#### Origens
Deu seus primeiros passos no futebol no Lajeado Atlético Clube, um equipe de várzea. Iniciou a carreira profissional em 1966 na Ferroviária de Botucatu de onde foi para a Portuguesa, em 1967.

#### Corinthians
Em 1970, após uma tumultuada negociação, foi para o Corinthians onde conquistou os campeonatos paulistas de 1977, 1979, 1982 e 1983, além de ter obtido os vice-campeonatos do Campeonato Brasileiro de 1976 e do Campeonato Paulista de 1974 e o 4º lugar no Campeonato Brasileiro de 1971 e Campeonato Brasileiro de 1972. É considerado o maior lateral-direito da história do Corinthians.

#### Final de carreira
Em 1984, foi para a Internacional de Limeira, onde encerrou a carreira. 

#### Seleção Brasileira
Pela Seleção Brasileira, Zé Maria conquistou a Copa do Mundo de 1970 na suplência de Carlos Alberto Torres e atuou como titular da Seleção Brasileira na Copa do Mundo de 1974. Foi convocado pelo técnico Cláudio Coutinho para ser titular do time na Copa do Mundo de 1978. Porém, uma contusão o tirou da equipe um pouco antes da competição começar. Conquistou também a Copa Roca de 1971, a Taça Independência, em 1972 e o Mundialito de Cáli, em 1977. Jogou um total de 64 jogos, de 1968 até 1978, sem marcar gols. 

### Treinador
Em 1983, em seu último ano no Corinthians, atuou como técnico da equipe em algumas partidas do Campeonato Brasileiro daquele ano. Zé Maria foi escolhido democraticamente como técnico pelos seus próprios companheiros de equipe, no melhor estilo da Democracia Corintiana.

### Fundação Casa
Atualmente, Zé Maria trabalha num projeto da Fundação Casa que permite ao menor infrator a jogar futebol durante o período de reclusão.

## Títulos

#### Corinthians
- Campeonato Paulista: 1977, 1979, 1982, 1983
- Copa Cidade de São Paulo: 1975
- Taça Governador Do Estado de São Paulo: 1977
- Torneio Feira de Hidalgo: 1981
- Torneio do Povo: 1971
- Torneio Laudo Natel: 1973
- Taça Cidade de Porto Alegre: 1983

#### Seleção Brasileira
- Copa do Mundo: 1970
- Copa Roca: 1971
- Taça Independência: 1972
- Mundialito de Cáli: 1977

## Prêmios Individuais
- Bola de Prata: Melhor lateral-direito - 1973 e 1977